# Storie di note
La Storie di note è una casa discografica italiana, attiva dalla seconda metà degli anni novanta. Associata AudioCoop.

## Storia
La Storie di note venne fondata alla fine del 1998 dal conte Rambaldo degli Azzoni Avogadro, appassionato di musica e, già dalla metà degli anni ottanta, attivo come organizzatore di concerti ed eventi e manager di diversi artisti e formazioni musicali. La prima sede della casa discografica fu a Orte, in provincia di Viterbo.
L'etichetta spaziò sin dalle origini tra generi musicali diversi, dalla canzone d'autore di Claudio Lolli e Goran Kuzminac al pop rock di Tullio Ferro e Luca Madonia, non tralasciando il folk (Inti Illimani) o il jazz (Rita Marcotulli, Giorgio Conte).
La sede operativa della Storie di note si è poi trasferita a Orvieto, in Umbria, nel 2007.

## Dischi
La datazione qui riportata si basa sull'etichetta del disco o sulla copertina; qualora nessuno di questi elementi abbia una datazione, è basata sulla numerazione del catalogo; talora è, infine, basata sul codice della matrice di stampa. Se esistenti, sono riportati, oltre all'anno, il mese e il giorno (quest'ultimo dato si trova, a volte, stampato sul vinile).

### CD - serie SDN
| Numero di catalogo | Anno            | Interprete                                    | Titoli                                                      |
| ------------------ | --------------- | --------------------------------------------- | ----------------------------------------------------------- |
| SDN 001            | 1999            | Pippo Pollina                                 | Finnegan's Wake                                             |
| SDN 002            | 1999            | Pippo Pollina                                 | Rossocuore                                                  |
| SDN 006            | 1999            | Tullio Ferro                                  | Il giorno di un giorno                                      |
| SDN 007            | 2000            | Claudio Lolli                                 | Dalla parte del torto                                       |
| SDN 008            | 2000            | Tolo Marton                                   | Colours And Notes                                           |
| SDN 012            | 2001            | Max Manfredi                                  | L'intagliatore di santi                                     |
| SDN 014            | 2001            | Valentina Gravili                             | Alle ragazze nulla accade a caso                            |
| SDN 017            | 2002            | Luca Madonia                                  | La consuetudine                                             |
| SDN 020            | 2002            | Pippo Pollina                                 | Versi per la libertà                                        |
| SDN 021            | 2002            | Paolo Capodacqua                              | Bianchi rossi gialli neri                                   |
| SDN 023            | 2002            | Rita Marcotulli                               | Dalla parte del torto                                       |
| SDN 024            | 2002            | La Macina                                     | Aedo malinconico ed ardente, fuco ed acque di canto. Vol I  |
| SDN 026            | 2002            | Les anarchistes                               | Figli di origine oscura                                     |
| SDN 028            | 2003            | Claudio Lolli e Il Parto delle Nuvole Pesanti | Ho visto anche degli zingari felici                         |
| SDN 030            | 2003            | Giorgio Conte                                 | Il Contestorie                                              |
| SDN 031            | 2004            | Roberto Durkovic                              | Indaco e sabbia                                             |
| SDN 033            | 2004            | Gang e La Macina                              | Nel tempo e oltre, cantando                                 |
| SDN 036            | 2004            | Inti Illimani                                 | Viva Italia                                                 |
| SDN 038            | 2004            | Petra Magoni e Ferruccio Spinetti             | Musica Nuda                                                 |
| SDN 039            | 2004            | Goran Kuzminac                                | Nuvole straniere                                            |
| SDN 041            | 2004            | Il Parto delle Nuvole Pesanti                 | Il parto                                                    |
| SDN 042            | 2004            | Max Manfredi                                  | Live in blu                                                 |
| SDN 043            | 18 gennaio 2005 | Pippo Pollina                                 | Bar Casablanca                                              |
| SDN 046            | 2005            | Les anarchistes                               | La musica nelle strade!                                     |
| SDN 047            | 2005            | Gaspare Bernardi                              | Estati lontane                                              |
| SDN 050            | 2005            | Roberto Durkovic                              | Semplicemente vita                                          |
| SDN 051            | 2006            | La Macina                                     | Aedo malinconico ed ardente, fuco ed acque di canto. Vol II |
| SDN 051            | 2006            | Mircomenna                                    | Ecco                                                        |
| SDN 053            | 7 aprile 2006   | Claudio Lolli                                 | La scoperta dell'America                                    |
| SDN 056            | 2006            | Nada                                          | Nada Trio                                                   |
| SDN 057            | 2006            | Pippo Pollina                                 | Racconti e canzoni                                          |
| SDN 059            | 2007            | Bandaliberatori                               | Deragliamenti                                               |
| SDN 060            | 2007            | Pippo Pollina                                 | Ultimo Volo - Orazione civile per Ustica                    |
| SDN 063            | 2008            | Roberto Durkovic                              | Santi e musicisti                                           |
| SDN 064            | 2008            | Il Parto delle Nuvole Pesanti                 | Slum                                                        |
| SDN 068            | 25 aprile 2009  | Claudio Lolli                                 | Lovesongs                                                   |

### CD - serie SDN CL
| Numero di catalogo | Anno | Interprete                                                     | Titoli                                 |
| ------------------ | ---- | -------------------------------------------------------------- | -------------------------------------- |
| SDN 002 CL         | 2007 | Daniel Binelli, Eduardo Isaac, Fernando Tavolaro e Aida Albert | Tango And Friends... de aquì y de allà |
| SDN 016 CL         | 2007 | Beppe Frattaroli                                               | Nel libero arbitrio                    |

### CD - serie AV
| Numero di catalogo | Anno | Interprete      | Titoli                      |
| ------------------ | ---- | --------------- | --------------------------- |
| AV 01              | 2002 | Andrea Parodi   | Abacada                     |
| KANT 08            | 2008 | Alberto Cantone | C'era un sogno per cappello |

|}